# 約翰遜-布利扎克綜合症
約翰遜-布利扎克綜合症（英語：Johanson-Blizzard syndrome, JBS）是一種罕見的體染色體隱性遺傳疾病，其特徵為多種先天異常，特別是影響胰腺和面部結構。此綜合徵的估計發病率約為二十五萬分之一，自 1971 年首次被描述以來，全球文獻中報導的病例僅約 60 多例。

## 臨床表現
JBS 的臨床表現多樣且嚴重程度不一。以下是一些常見及較少見的特徵：

### 主要特徵
- 外分泌胰腺功能不全 (英語：Exocrine pancreatic insufficiency): 這是 JBS 最一致的特徵之一[1]。胰腺無法產生足夠的消化酶，導致脂肪和蛋白質吸收不良（吸收不良）、脂肪便（英語：steatorrhea）、營養不良和發育遲緩 (英語：failure to thrive)[1][3]。患者血清中的胰腺酶（如澱粉酶、脂肪酶）水平通常偏低[1]。
- 鼻翼發育不全或缺失 (英語：Hypoplasia or aplasia of the alae nasi): 這是另一個非常典型的特徵，導致鼻子外觀呈鳥喙狀[2][1]。鼻中隔可能偏曲[2]。
- 頭皮中線皮膚缺陷 (英語：Midline ectodermal scalp defects): 常表現為頭皮皮膚發育不全（英語：cutis aplasia），頭髮稀疏或呈斑片狀脫落[1][3]。髮際線可能較低[2]。

### 其他常見特徵
| 系統     | 特徵                        | 描述與參考                                                                            |
| -------- | --------------------------- | ------------------------------------------------------------------------------------- |
| 聽覺     | 感音神經性聽力損失 (英語：Sensorineural hearing loss) | 常見。可能伴有耳蝸囊性擴張或顳骨缺陷。                                                |
| 生長發育 | 生長遲緩、身材矮小          | 常見。可能與營養吸收不良和內分泌問題有關。                                            |
| 牙科     | 牙齒異常 (英語：Dental anomalies)           | 包括恆齒缺失（缺齒症）或牙齒過小（小牙畸形）。                        |
| 神經系統 | 精神運動發展遲緩、智力障礙  | 嚴重程度不一，部分患者智力可能正常。可能伴有小頭畸形 (英語：microcephaly) 和肌張力低下 (英語：hypotonia)。 |
| 內分泌   | 甲狀腺功能低下症 (英語：Hypothyroidism)   | 常見。                                                                                |
| 泌尿生殖 | 泌尿生殖系統異常            | 如鎖肛 (英語：imperforate anus)、尿道下裂 (英語：hypospadias)、陰道或子宮重複畸形。                              |

### 較少見或個案報導的特徵
- 心血管系統: 可能出現先天性心臟病，如心房中隔缺損 (ASD)、心室中隔缺損 (VSD)、動脈導管未閉 (PDA)、右位心等[1]。
- 骨骼系統: 曾有報導出現脊柱畸形[2]。
- 眼睛: 可能有淚道異常、眼瞼缺損、先天性白內障[1]、斜視或眼瞼下垂[2]。
- 皮膚: 可能有牛奶咖啡斑 (英語：Café au lait spots)[1]。
- 肝臟: 曾有膽汁淤積性肝病的報導[1]。
- 血液系統: 一個家族中報導了需要頻繁輸血的嚴重貧血和輕至中度血小板減少症，這些情況在補充胰酶和維生素後得到改善，可能與營養不良或甲狀腺功能低下有關[1]。
- 口腔: 曾有報導顎弓高拱（英語：groined palate）、懸雍垂裂（英語：bifid uvula）和下頜後牙槽骨吸收[2]。

### 鼻咽

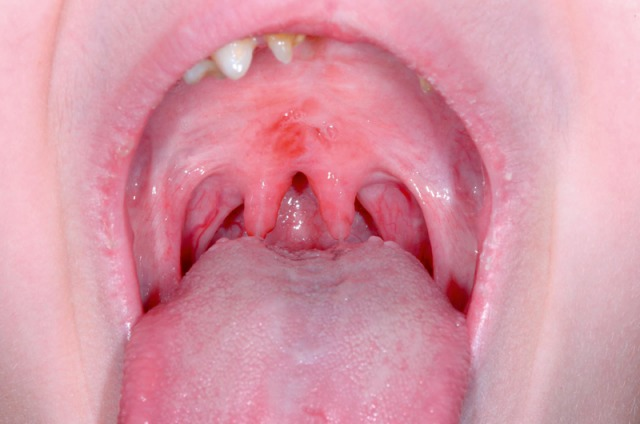
咽喉畸形可導致食物經鼻腔流出

部分患者可能因顎部或咽喉結構異常，導致吞嚥困難或食物反流至鼻腔。

### 行為表現
雖然文獻主要集中在身體特徵，但有案例報告指出 JBS 患者可能伴隨嚴重的行為問題。一名患有輕度智力障礙的成年 JBS 患者表現出極端的強迫症行為（如對時間、進食順序、特定物品的固執偏好、囤積行為）以及攻擊行為（尤其在常規被打斷時）。透過藥物治療（如SSRI類藥物帕羅西汀）結合結構化的行為介入計劃，這些行為問題得到了顯著改善。這提示生物學因素可能在 JBS 患者的強迫和攻擊行為中扮演一定角色，但需要更多研究來確認其普遍性。

## 病因學與遺傳學

約翰遜-布利扎克綜合症具有體染色體隱性遺傳模式。

約翰遜-布利扎克綜合症遵循體染色體隱性遺傳模式，這意味著患者必須從父母雙方各遺傳一個突變基因才會發病。觀察到患者父母近親結婚的比例較高，支持了這種遺傳方式。此病症沒有性別偏好。
在 2005 年，研究人員將 JBS 的致病基因定位於15號染色體的 q14-21.1 區域，並確認了 UBR1 基因的突變是導致此綜合徵的原因。UBR1 基因編碼一種稱為泛素連接酶 E3 (英語：E3 ubiquitin ligase) 的蛋白質，它是 N-末端法則途徑 (英語：N-end rule pathway) 的一部分。這個途徑是一個保守的蛋白質降解系統，負責識別並降解具有不穩定 N-末端殘基的蛋白質。大部分已發現的 UBR1 突變會導致蛋白質截短。然而，UBR1 功能缺陷如何具體導致 JBS 的各種臨床異常，其精確的病理生理機制仍有待闡明。

## 診斷
JBS 的診斷通常基於典型的臨床表現，特別是外分泌胰腺功能不全和鼻翼發育不全/缺失的組合。其他支持性特徵包括頭皮缺陷、牙齒異常、聽力損失和生長遲緩等。
確診需要進行 UBR1 基因的分子遺傳學檢測，以識別致病的雙等位基因突變。
鑑別診斷需考慮其他具有胰腺功能不全或類似面部特徵的疾病，例如囊腫性纖維化、史瓦克曼-戴蒙德綜合症 (英語：Shwachman-Diamond syndrome) 和皮爾森綜合症 (英語：Pearson marrow-pancreas syndrome)。

## 治療與管理
JBS 的治療是支持性的，旨在處理各種臨床表現並預防併發症。由於涉及多個器官系統，需要一個跨學科的醫療團隊進行管理。主要治療措施包括：
- 胰腺功能不全: 口服胰酶替代療法 (英語：Pancreatic enzyme replacement therapy)，以改善營養吸收[1][3]。同時需要補充脂溶性維生素（A, D, E, K）和其他必需營養素。
- 甲狀腺功能低下: 使用甲狀腺素替代治療[1][3]。
- 聽力損失: 可能需要配戴助聽器或接受人工耳蝸植入。
- 牙科問題: 需要定期的牙科護理，可能需要進行牙齒修復或義齒來處理缺牙問題[2]。
- 先天畸形: 可能需要外科手術來矯正鎖肛、嚴重的泌尿生殖系統異常或先天性心臟病等[2]。鼻翼整形手術也可考慮用於改善外觀。
- 生長遲緩: 需密切監測生長情況，優化營養支持。部分患者可能對生長激素治療有反應[1]。
- 行為問題: 對於有顯著強迫或攻擊行為的患者，可考慮行為療法和藥物治療（如 SSRIs）[3]。
- 其他: 針對特定併發症（如貧血、感染等）進行相應處理。

## 預後
JBS 患者的預後差異很大，取決於臨床表現的嚴重程度和併發症的管理情況。早期診斷和積極的多學科治療對於改善患者的生活質素和壽命至關重要。主要的長期挑戰包括慢性吸收不良、反覆感染、生長遲緩和潛在的發育及行為問題。早期死亡的風險較高，特別是在嬰兒期，常與嚴重的營養不良、感染或先天畸形有關。然而，透過適當的醫療照護，患者可以存活至成年。

## 流行病學
約翰遜-布利扎克綜合症是一種極為罕見的疾病，估計發病率約為 25 萬分之一。全球已報導的病例數目僅約 60 多例。此病在近親結婚率較高的群體中可能更常見。

## 名稱來源
約翰遜-布利扎克綜合症以兒科醫生Ann J. Johanson和Robert M. Blizzard的名字命名，他們在 1971 年的一份期刊報告中首次描述了這種疾病。